# Twierdzenie Desargues’a

Ilustracja twierdzenia Desargues’a

Twierdzenie Desargues’a – jedno z pierwszych twierdzeń geometrii rzutowej, sformułowane i udowodnione w XVII wieku przez francuskiego matematyka Gerarda Desargues’a. Wraz z twierdzeniem Pascala stanowi przykład twierdzenia, które jest niezależne od oryginalnego układu aksjomatów geometrii podanego przez Euklidesa – oznacza to, że nie da się go udowodnić ani obalić, bez przyjęcia dodatkowych założeń.
Twierdzenie Desargues’a wyrażone w języku geometrii euklidesowej stwierdza, co następuje:
Jeżeli dwa trójkąty położone są na płaszczyźnie w taki sposób, że trzy proste wyznaczone przez odpowiednie pary ich wierzchołków są współpękowe (rysunek obok), to trzy punkty przecięcia odpowiednich par boków (lub ich przedłużeń) są współliniowe.
Twierdzenie to ma następujące, również prawdziwe, odwrócenie:
Jeżeli dwa trójkąty położone są na płaszczyźnie w taki sposób, że trzy punkty przecięcia odpowiednich par boków (lub ich przedłużeń) są współliniowe, to trzy proste wyznaczone przez odpowiednie pary ich wierzchołków są współpękowe.
W geometrii rzutowej oba te twierdzenia są przykładem tak zwanych twierdzeń dualnych.
W wielu ujęciach oba twierdzenia łączy się w jedno twierdzenie w postaci równoważności dwóch warunków. W takiej postaci twierdzenie jest samodualne:
Dwa trójkąty mają środek perspektywiczny wtedy i tylko wtedy, gdy mają oś perspektywiczną.

## Dowód
Dowód twierdzenia przebiega prościej w przypadku trójwymiarowym, gdzie proste mogą być interpretowane jako przecięcia płaszczyzn. Najpierw rozważany jest przypadek, gdy trójkąty nie są współpłaszczyznowe.
Ponieważ proste AA′ i BB′ przecinają się, muszą one leżeć w jednej płaszczyźnie (rzutowej). Zatem proste AB i A′B′ przecinają się. Gdy trójkąty nie leżą na jednej płaszczyźnie, to punkt przecięcia należy do obu płaszczyzn, w których leżą trójkąty, czyli na prostej będącej ich częścią wspólną. Analogiczne rozumowanie zastosowane do par prostych AA′ i CC′ oraz BB′ i CC′ pokazuje, że punkty przecięcia prostych odpowiednio AC i A′C′ oraz BC i B′C′ również istnieją i leżą na tej prostej.
Przypadek, gdy trójkąty są współpłaszczyznowe (czyli w sytuacji dwuwymiarowej), można sprowadzić do poprzedniego na przykład poprzez zastąpienie punktu przecięcia prostych AA′, BB′ i CC′ punktem, który w trójwymiarowej przestrzeni leży nad nim (o trzeciej współrzędnej równej 1) i podobnie dla punktów trójkąta ABC (gdzie trzecie współrzędne będą równe odpowiednio: {\displaystyle {\frac {A'A}{A'P}},} {\displaystyle {\frac {B'B}{B'P}}} i {\displaystyle {\frac {C'C}{C'P}}}). Wówczas wszystkie rozważane proste na płaszczyźnie są rzutami prostapadłymi prostych występujących w modyfikacji.